# Gold Box
Gold Box désigne une série de jeux vidéo édités et développés par Strategic Simulations dans l'univers de Donjons et Dragons et partageant tous un même moteur de jeu. Par extension, ce moteur est appelé Gold Box ou le Gold Box Engine. Le nom vient des boîtes dans lesquelles les jeux de la série étaient éditées : la plupart d'entre elles étaient dorées.

## Historique

### Contexte
Pendant la majeure partie des années 1980, le jeu de rôle sur table de TSR, Donjons et Dragons, a une très forte influence sur le secteur émergent du jeu vidéo, non seulement dans le domaine du jeu vidéo de rôle sur ordinateur mais aussi dans d’autres genres qui emprunte certains de ses codes, comme les fictions interactive d’Infocom ou les jeux d’aventure graphique de Sierra On-Line. TSR reste cependant absent de ce secteur, qui ne semble pas l’intéresser malgré le succès de studio comme Sir-Tech, Origin Systems et Interplay en grande partie dû à des jeux vidéo de rôle s’inspirant de Donjons et Dragons. Ce désintérêt persiste pendant plusieurs années malgré le départ de plusieurs concepteurs de TSR pour l’industrie vidéoludique et malgré le succès des jeux de rôle sur ordinateurs qui, au milieu des années 1980, génèrent déjà beaucoup plus de revenus que le jeu de rôle sur table dont ils s’inspirent. En 1985, la situation évolue cependant lorsque Lorraine Williams prend le contrôle de la société, précipitant le départ de Gary Gygax, un des cofondateurs de TSR. Après avoir gagné son procès contre ce dernier, et ainsi confirmer son contrôle sur l’entreprise, celle-ci fait savoir que TSR recherche un partenaire pour commencer à travailler sur un jeu vidéo officiellement inspiré de Donjons et Dragons.

### Acquisition de la franchise Donjons et Dragons par SSI
Début 1987, TSR lance donc un appel d'offres auprès d'une dizaine de studios, incluant notamment Origin Systems, Electronic Arts, Sierra On-Line et Strategic Simulations, qui viennent présenter leur projet à la direction de l'entreprise. Alors que la plupart des sociétés dans la course ne prévoient de faire qu’un jeu vidéo de rôle et, éventuellement une suite, Strategic Simulations propose d’en tirer toute une série ainsi que des dérivés dont un jeu d’action, grâce à un partenariat avec le studio anglais U.S. Gold, et un logiciel destiné à assister un maître de donjon dans la création d’une partie de Donjons et Dragons. Outre ces trois catégories de produits différents, l'équipe de SSI parvient également à montrer que leurs développeurs, Paul Murray et Keith Brors, sont de vrais fans de jeu de rôle qui connaissent parfaitement l’univers de Donjons et Dragons. Impressionné, TSR décide un mois plus tard de confier à SSI les droits sur la franchise pour une période de cinq ans, avec une option pour deux années supplémentaires. Le studio ne perd alors pas de temps et lance immédiatement le développement d’un premier titre basé sur la franchise de TSR,,,.

### Pool of Radiance
Pool of Radiance est le premier jeu vidéo à adapter officiellement les règles de Donjons et Dragons. Son univers et son scénario sont imaginés par les concepteurs de TSR — Jim Ward, David Cook, Steve Winter et Mike Breault — même si la région des Royaumes oubliés où se déroule le jeu devait au départ être créée par Strategic Simulations,. Le développement du jeu est confié à l'équipe de développeurs de Strategic Simulations alors dirigée par Chuck Kroegel,. Pour s’assurer que le potentiel de la franchise est correctement exploité, TSR s’implique énormément dans celui-ci. Chuck Kroegel les tient donc au courant de toutes les évolutions dans le développement afin notamment de garantir qu’ils n’aient pas de mauvaise surprise à la présentation du produit final. Il s’assure également que les graphismes et le scénario du jeu s’intègre bien dans l’univers des Royaumes Oubliés,. Pour les concepteurs, la principale difficulté du développement réside donc dans l'interprétation et l'adaptation en jeu vidéo des règles du jeu de rôle sur table. Outre l’adaptation du système de jeu, les développeurs se focalisent sur les graphismes afin d'être aussi fidèle que possible à l'univers de la franchise malgré les limitations imposées par les ordinateurs de l'époque. Pour cela, l'équipe de développement s’appuie principalement sur le livre de règle de Donjons et Dragons ainsi que sur des suppléments à ce dernier comme Unearthed Arcana ou le bestiaire Monster Manual dont ils inspirent directement pour concevoir l’aspect des créatures qui apparaissent dans le jeu,. Enfin, la conception de la boite du jeu est confiée à Louis Saekow qui décide de donner à son contour un aspect doré, qui donnera plus tard son nom à la série Gold Box.
À sa sortie, le jeu est salué par la presse spécialisée, qui met en avant la qualité de ses graphismes, sa grande variété de quêtes et son système de combat, et il décroche plusieurs récompenses dont l'Origins Award du meilleur jeu vidéo fantastique de 1988. Il connait également un important succès commercial avec plus de 260 000 copies vendues en Amérique du Nord, ce qui lui permet de devenir le jeu vidéo de rôle le plus vendu sur ordinateur 8 bits et le plus grand succès de Strategic Simulations, qui s’impose ainsi comme un éditeur d’envergure nationale,. Avec Pool of Radiance, TSR et Strategic Simulations réussissent donc le pari de porter les règles de Donjons et Dragons en jeu vidéo, contribuant ainsi à populariser la franchise dans le monde du jeu vidéo,.

### Suites
Après le succès rencontré par Pool of Radiance, SSI ne tarde pas à en développer une suite, Curse of the Azure Bonds, qui est publié en 1989. Celui-ci est principalement connu pour son scénario, inspiré du le roman Azure Bonds écrit par Kate Novak et Jeff Grubb et publié par TSR. Les personnages contrôlés par le joueur s’y réveillent avec cinq tatouages bleu azur sur leur bras, chacun étant contrôlé par une force démoniaque, et cherchent donc à retrouver les responsables pour les éliminer. Au cours de l’aventure, ils affrontent à nouveau Tyranthraxus, déjà présent dans le premier jeu, qui est revenu à la vie sous la forme d’un géant. Bien que son moteur de jeu soit strictement identique à celui de son prédécesseur, le jeu propose tout de même quelques améliorations notables, notamment au niveau de son interface. Il inclut également deux nouvelles classes de personnages, le rôdeur et le paladin, ainsi que la possibilité de créer un personnage humain multi-classé. Le joueur peut y importer ses personnages de Pool of Radiance ou de Hillsfar, mais ces derniers perdent alors leur équipement. À sa sortie, il est plutôt bien accueilli par les critiques et rencontre un certain succès commercial avec plus de 150 000 exemplaires vendus.
Le troisième jeu de la série originale inspiré des Royaumes Oubliés est Secret of the Silver Blades qui est publié en 1990. SSI vient alors de lancer une première série dérivée, Champions of Krynn, et ce troisième volet bénéficie donc des améliorations apportées par ce dernier, dont la possibilité de choisir le niveau de difficulté. L’action du jeu se déroule principalement dans les montagnes de l’Épine dorsale du monde, au nord du continent de Féérune où un village de mineur appelé est menacé par une horde de monstre s’étant échappée d’une prison de glace. À sa sortie, il est notamment salué du fait de la taille du monde du jeu, le plus vaste d’un jeu Gold Box, et pour ses scènes cinématiques qui illustrent son scénario. Il inclut également un lieu où le joueur peut stocker l’équipement dont il ne se sert pas ainsi qu’un réseau de téléportation qui réduit les temps de voyage. À sa sortie, il est plutôt bien accueilli par les critiques et rencontre un certain succès commercial avec plus de 100 000 exemplaires vendus.
Le dernier jeu de la série originale, Pools of Darkness, est publié sur DOS en 1991 puis sur Amiga et Macintosh un an plus tard. Celui-ci débute par un nouveau voyage à Phlan, qui s’est développé depuis les événements de Pool of Radiance, mais les personnages ne tardent pas à être confronté à un démon qui dévaste la région. Le jeu est le plus vaste de la série et est réputé comme étant extrêmement difficile, au point que seuls les humains (dont la limitation de niveau est moins contraignante que les autres races) sont viables pour le terminer. Son moteur de jeu bénéficie d’une amélioration notable des graphismes avec le passage au VGA et a 256 couleurs.

## Séries dérivées

### Champions of Krynn
Le premier jeu dérivé de la série Gold Box originale, Champions of Krynn, est publié en 1990 sur Amiga, Apple II, Commodore 64 et DOS. Il se déroule dans l’univers Lancedragon de Donjons et Dragons et s’inspire plus ou moins des romans écrits par Margaret Weis et Tracy Hickman. Le joueur y contrôle un groupe de huit aventuriers devant collaborer avec les chevaliers de Solamnia afin de vaincre cinq draconiens, une race de dragon humanoïde. Chronologiquement, il est le troisième jeu Gold Box et apporte donc quelques innovations par rapport aux premiers jeux de la série originale. Il ajoute ainsi l’option de choisir le niveau de difficulté et introduit de nouvelles races et classes de personnages. Le jeu inclut en effet deux types d’elfes et de nains ainsi que les kenders, une race ressemblant aux hobbits. Il remplace également les paladins de Pool of Radiance par les chevaliers de Solamnia. La magie fonctionne également différemment, les magiciens pouvant tirer bénéfices des phases de la lune et les prêtres pouvant choisir leurs dieux dans le panthéon de Lancedragon. À sa sortie, SSI fait un effort particulier pour promouvoir le jeu, en incluant notamment dans sa boite un grand poster de l’artwork du jeu en plus du journal contenant des développements de l’intrigue. Bien que la presse lui reproche parfois d’être trop proche de ses prédécesseurs, il est plutôt bien accueilli par les critiques et rencontre un certain succès commercial avec plus de 125 000 exemplaires vendus.
Le deuxième jeu de la série, Death Knights of Krynn, est publié en 1991 sur Amiga, Commodore 64 et DOS. Il se déroule un an après les événements du premier jeu et est globalement identique à ce dernier, aussi bien au niveau de l’interface que du gameplay, même si le joueur y combat des morts-vivants plutôt que des draconiens. Il permet d’importer des personnages depuis Champions of Krynn, avec une bonne partie de leurs possessions, et propose également un groupe prédéfini pour les joueurs ne souhaitant pas créer leurs personnages. La limite de niveau y est accrue et de nouveaux sorts font leur apparition, ainsi qu’une amélioration du système de sélection des sorts. Le principal intérêt du jeu réside cependant dans son scénario qui oppose le joueur à Sir Karl, un chevalier de Solamnia réincarné en mort-vivant. Bien que proposant une aventure agréable pour les fans du premier volet, la presse regrette son manque d’originalité et le désigne à sa sortie comme un jeu Gold Box standard.
Le dernier jeu Gold Box inspiré de Lancedragon, The Dark Queen of Krynn, est publié en 1992 sur Amiga, DOS et Macintosh. Contrairement à ses prédécesseurs, le jeu n’est pas développé en interne par SSI mais sous-traité au studio MicroMagic qui s’est fait connaitre en portant Moebius: The Orb of Celestial Harmony de Origin Systems sur différentes plate-formes. Le jeu se démarque de ses prédécesseurs par de meilleures animations et des graphismes plus détaillés grâce au passage au standard VGA en 256 couleurs. Le moteur de jeu est en revanche identique, en dehors de quelques nouveaux monstres et capacités. Son scénario prend place deux ans après celui de son prédécesseur alors que le groupe d’aventurier est invoqué dans la cité de Caergoth pour enquêter sur une rumeur affirmant que des monstres sont en train de s’y réunir. Le joueur ne tarde ensuite pas à apprendre que c’est la Reine Noire elle-même qui prépare son armée afin de se lancer à la conquête de Krynn.
Globalement, la trilogie des Champions of Krynn a permis à SSI d’élargir son catalogue et d’exploiter la lucrative franchise Donjons et Dragons sans nécessité de profonde modification du moteur de jeu. Si elle n'est pas aussi connue que la série originale, elle a bénéficié d’une certaine popularité et peut être considérés comme indispensables pour les fans des autres jeux.

### Savage Frontier
Lorsqu’au début des années 1990, la série Gold Box commence à s’essouffler du fait d’un moteur de jeu daté, Strategic Simulations décide de créer une nouvelle génération de jeux de rôle et se lance donc dans le développement d’un nouveau moteur de jeu, qui sera plus tard utilisé pour les jeux de la série Dark Sun. La plupart des développeurs du studio sont alors affecté à ce nouveau projet et le studio ne peut plus assurer le développement de nouveaux jeux Gold Box. Strategic Simulations se tourne alors vers Beyond Software (qui deviendra Stormfront Studios en 1993), le studio de Don Daglow, à qui ils proposent de créer une nouvelle série de jeux Gold Box dans l’univers des Royaumes Oubliés. Les deux jeux se déroulent à la frontière sauvage, une région situé à l’extrême ouest des royaumes oubliés, et voit le joueur affronter les tyranniques Zhentarim afin de les empêcher de conquérir la région. Dans Gateway to the Savage Frontier, publié en 1991, l’armée des Zhentarim se trouve bloqué aux portes du grand désert d’Anauroch, réputé infranchissable, et ces derniers prévoient d’utiliser le pouvoir de quatre anciennes statues pour permettre à leurs troupes de passer sans encombre. La seule originalité du jeu par rapport au reste des jeux Gold Box est qu’il met l’accent sur les voyages dans les étendues sauvages, ce qui donne le sentiment d’un monde bien plus vaste.
Le deuxième jeu, Treasures of the Savage Frontier, est publié en 1992 sur Commodore Amiga et DOS. Il prend place quelques semaines après les événements du premier volet alors que les héros de ce dernier sont invoqués par le magicien Aminitas pour éliminer les Zhentarim occupant encore la cité des nains de Llorkh. Après avoir échoué dans une mission, le groupe est accusé de traîtrise et doit alors prouver son innocence en démasquant les coupables. Le jeu introduit quelques innovations au moteur Gold Box, qui commence alors à être daté. Il introduit notamment un système simulant les effets de la météo, la pluie ou la neige rendant par exemple les voyages et les déplacements plus difficiles. Il introduit également une romance entre deux personnages, Siulajia et Jabarkas, qui peuvent, sous certaines conditions, tomber amoureux. Si c’est le cas, l’être aimé peut rejoindre le groupe et les deux personnages reçoivent alors un bonus lors des combats. Leur histoire évolue ensuite pendant le jeu, en fonction de l’approbation du reste du groupe ou de l’éventuel mort d’un des deux amants. Malgré ces innovations, la série Savage Frontier ne sera jamais aussi populaire que les deux autres. Elle reste cependant intéressante et constitue une bonne introduction aux joueurs peu familier de la série.

### Neverwinter Nights
En parallèle du développement de la série Savage Frontier avec SSI, Beyond Software travaille depuis sa création avec Quantum Computer Service (qui deviendra America Online) avec qui Don Daglow avait signé un accord à l’époque où il travaillait pour Brøderbund Software. Dans ce cadre, le studio développe plusieurs jeux en ligne et, lorsqu’il commence à travailler sur un nouveau jeu Gold Box pour SSI dans l’univers de Neverwinter Nights, Don Daglow a l’idée de combiner ses deux activités pour créer un jeu de rôle graphique massivement multijoueur inspiré de Donjons et Dragons. Il contacte alors Steve Case, alors PDG d'AOL, ainsi que Joel Billings et Chuck Kroegel de SSI qui lui donnent son accord pour le réaliser. Neverwinter Nights est publié en 1991 et ses serveurs sont maintenus en fonctionnement AOL jusqu’en 1997. Il est généralement considéré comme le premier jeu de rôle en ligne massivement multijoueur,. Chaque heure sur le jeu est au départ payante, ce qui conduit certains joueurs à dépenser des centaines de dollars par mois sur le jeu, puis en 1996, AOL change son modèle économique en proposant un abonnement mensuel. Le jeu est finalement abandonnés en juillet 1997.

### Buck Rogers
Outre les jeux basés sur Donjons et Dragons, le moteur Gold Box a également été utilisé par SSI pour créer deux jeux s’inspirant des aventures du personnage de science-fiction Buck Rogers et basé sur la franchise Buck Rogers au XXVe siècle de TSR, créé en 1988. Le premier, Countdown to Doomsday, est publié en 1990 et se déroule en 2456 sur une Terre ruinée par l’exploitation industrielle intensive des siècles précédents et dirigé par une unique megacorporation, RAM. Le joueur y contrôle une équipe travaillant pour le NEO, un groupe cherchant à libérer la Terre de l’emprise de la RAM, qui est dirigé par Buck Rogers, un héros légendaires cryogénisé au XXIe siècle. Le jeu est sans doute celui ayant nécessité le plus de modifications du moteur de jeu Gold Box, notamment à cause de son univers de science-fiction a l’opposé de l’univers de fantasy des autres jeux Gold Box. Le jeu introduit notamment un système de compétences techniques permettant au joueur de sélectionner ce que ses personnages ont appris à l’école. Deux catégories de compétences sont disponibles dans le jeu, les compétences générales et celles liées à la classe et à la carrière du personnage. Six races (terriens, martiens…) et cinq carrières (guerriers, médecin, ingénieur…) sont proposées dans le jeu. Outre son système de compétences, le jeu diffère aussi des jeux Donjons et Dragons par leur système de combat dans lequel les épées et les arcs sont remplacés par des armes futuristes caractérisé par leur portée, leurs dégâts et leur cadence de tir. À sa sortie, le jeu est apprécié par la presse même si certains journalistes critiques sont système de combat entre vaisseaux considéré comme un peu morne par rapport aux combats au sol.
Le deuxième et dernier titre de la série, Matrix Cubed, est publié en 1992 sur DOS. Il se déroule après les événements du premier jeu dont le joueur peut importer ses personnages. Son intrigue tourne autour d’une invention, le Matrix Device, qui permet de tout transformer en énergie. Le groupe du joueur est recruté afin de retrouver les scientifiques capables de construire cette machine puis de les convaincre de travailler pour le NEO. Le fait que SSI n’ai pas porté le jeu sur d’autres plateformes semble indiquer qu’il n’a connu qu’un succès très limité. Globalement, la série Buck Rogers propose des améliorations intéressantes du moteur de jeu Gold Box mais son influence est relativement limitée.

### Unlimited Adventures
Forgotten Realms: Unlimited Adventures, dernier titre basé sur le Gold Box Engine, sort finalement en 1993. La profondeur des couleurs passe de 4 bits à 8 bits et la résolution employée est de 320×200 pixels. La grande nouveauté, c'est que Unlimited Adventures permet de créer ses propres donjons, de modifier les monstres et d'importer des images servant de sprites.
Unlimited Adventures engendre une communauté très active qui crée et s'échange des aventures et des ressources graphiques. De nombreux hacks fleurissent, permettant entre autres de créer des modules dans des univers de western, de super héros de science-fiction ou dans la Rome antique. Le Gold Box Engine continue ainsi à vivre après son abandon par SSI. Vingt ans après la sortie de Pool of Radiance des centaines de modules sont disponibles sur Internet pour le Gold Box Engine, dont certains toujours en développement. Pour pallier l'âge avancé d'Unlimited Adventures, Dungeon Craft, un projet open source démarré en 1998 est disponible gratuitement et permet de jouer avec un moteur 3D plus moderne à une grande partie de ces aventures.

## JeuxGold Box

### Liste des jeuxGold Box
- Série Pool of Radiance (Royaumes oubliés), développée en interne par SSI :
  - 1988 : Pool of Radiance
  - 1989 : Curse of the Azure Bonds
  - 1990 : Secret of the Silver Blades
  - 1991 : Pools of Darkness

- Série Dragonlance, développée en interne par SSI :
  - 1990 : Champions of Krynn (premier spin-off de la série Gold Box)[21]
  - 1991 : Death Knights of Krynn
  - 1992 : The Dark Queen of Krynn

- Autres titres dans les Royaumes oubliés :
  - 1991 : Gateway to the Savage Frontier
  - 1991 : Neverwinter Nights (un MMORPG basé sur le moteur Gold Box)[31].
  - 1992 : Treasures of the Savage Frontier
  - 1993 : Forgotten Realms: Unlimited Adventures (un logiciel permettant de créer ses propres jeu vidéo de rôle basé sur le moteur Gold Box)[32].

- Série Buck Rogers :
  - Countdown to Doomsday (1990)
  - Matrix Cubed (1992)

Enfin, Spelljammer: Pirates of Realmspace utilise le moteur de combat des jeux Gold Box.

### Compilations
- Advanced Dungeons and Dragons: Limited Edition Collector's Set (1990, DOS, SSI) - Une compilation des premiers titres AD&D de SSI contenant plusieurs jeux Gold Box.
- Advanced Dungeons and Dragons: Collectors Edition (1994, DOS, WizardWorks) - Une compilation de tous les jeux Gold Box à l'exception de Unlimited Adventures et de la série des Buck Rogers.
- Fantasy Fest! (1994, DOS, SSI) - Une compilation de plusieurs jeux AD&D incluant Unlimited Adventures.
- Dungeons & Dragons Ultimate Fantasy (1995, DOS, Slash) - Une compilation de plusieurs jeux AD&D incluant Unlimited Adventures.
- The Forgotten Realms Archives (1997, DOS/WIN, Interplay) - Une compilation des titres SSI dans les Royaumes oubliés incluant les jeux Gold Box.
- Gamefest: Forgotten Realms Classics (2001, DOS/WIN, Interplay) - Une compilation des titres SSI dans les Royaumes oubliés incluant les jeux Gold Box.

## Postérité
Lorsqu’au début des années 1990, la série Gold Box commence à s’essouffler du fait d’un moteur de jeu daté, Strategic Simulations décide de créer une nouvelle génération de jeux de rôle et se lance donc dans le développement d’un nouveau moteur de jeu. Destiné à un nouveau titre basé sur la franchise Donjons et Dragons, Dark Sun: Shattered Lands, celui-ci bénéficie de nouveaux mécanismes de jeu et de meilleurs graphismes. Cependant, le projet se révèle rapidement problématique. Le développement prend en effet du retard et deux années sont nécessaires pour le jeu, alors qu’il devait l’être en une seule. La situation devient alors difficile pour le studio qui doit licencier une vingtaine de personnes début 1993. Dark Sun est finalement publié en septembre 1993, trop tard pour profiter de l’engouement généré par la série Gold Box. De plus, le retard accumulé effraie les développeurs qui réalisent qu’un nouveau projet de cette envergure nécessiterait un million de dollars et qu’ils n’ont pas les ressources nécessaires pour se permettre un nouvel échec. Ils doivent donc recueillir des fonds, ce qui leur ferait perdre le contrôle de la société (la famille de Joel, le président de SSI, n’en possédant plus que 55%), ou vendre l’entreprise à une société plus grande qui pourrait investir dans le développement de nouveaux titres. C’est finalement la deuxième solution qui est retenue et début 1994, SSI est vendu à Mindscape.
En 1998 sort Baldur's Gate développé par Bioware Corp. Il repose sur l'Infinity Engine, un moteur de jeu considéré comme le successeur spirituel du Gold Box Engine. Par la suite l'Infinity Engine est exploité dans cinq jeux de rôle sur PC utilisant tous la licence Donjons et Dragons, notamment Planescape: Torment et Icewind Dale, avant d'être à son tour remplacé en 2002 par l'Aurora Engine de Neverwinter Nights.